# Agidel
Agidel (russisch Агиде́ль; baschkirisch Ағиҙел, übersetzt „Weißer Fluss“, womit die Belaja gemeint ist) ist eine russische Stadt in der Republik Baschkortostan im Föderationskreis Wolga mit 16.370 Einwohnern (Stand 14. Oktober 2010).

## Geografie
Die Stadt liegt etwa 1000 km Luftlinie östlich von Moskau, im Nordwesten von Baschkortostan, unweit der Grenze zur Republik Tatarstan, etwa 45 km südlich von Neftekamsk, an der Belaja, die etwa 25 km weiter in die Kama mündet.

## Geschichte
Die Siedlung ist 1980 in Zusammenhang mit dem Bau des in Folge nicht fertiggestellten Kernkraftwerks Baschkirien entstanden und erhielt 1991 das Stadtrecht.

### Bevölkerungsentwicklung
| Jahr | Einwohner |
| ---- | --------- |
| 1989 | 16.067    |
| 2002 | 18.721    |
| 2010 | 16.370    |

Anmerkung: Volkszählungsdaten

## Verkehr
Agidel hat Anschluss an die in etwa 50 km Entfernung vorbeiführende Eisenbahnhauptverbindung Kasan – Jekaterinburg, über die 20 km entfernte Autostraße III nach Perm und Jekaterinburg sowie auf dem Wasserweg über die Belaja, Kama und Wolga bis zum Kaspischen Meer.